# عبد الحميد مشخص
عبد الحميد حامد مشخص (1915- 2010)، كاتب وأديب سعودي، ومن رواد الحركة الرياضية السعودية، وأحد مؤسسي نادي الشباب الذي يُعد أول نادي رياضي في العاصمة الرياض، والرئيس السابق لنادي الاتحاد السعودي أحد أشهر وأقدم الأندية الرياضية في المملكة، ومن أوائل موظفي مجلس الوزراء السعودي،عمل مديرًا لكلًا من مالية الرياض ومكتب وزارة الزراعة (وزارة البيئة والمياه والزراعة حاليًا)، كما سبق له العمل بالديوان الملكي في عهد الملك عبد العزيز آل سعود.